# 赫馬里夫卡 (伯沙德區)
48°30′33″N 29°40′3″E / 48.50917°N 29.66750°E
赫馬里夫卡（烏克蘭語：Хмарівка），是烏克蘭的村落，位於該國西南部文尼察州，由海辛區負責管轄，始建於1600年，面積16.72平方公里，海拔高度142米，2001年人口585，人口密度每平方公里34.99人。